# Вільчковіце-Дольне (Мазовецьке воєводство)
Вільчковіце-Дольні (пол. Wilczkowice Dolne) — село в Польщі, у гміні Магнушев Козеницького повіту Мазовецького воєводства.
Населення — 320 осіб (2011).
У 1975-1998 роках село належало до Радомського воєводства.

## Демографія
Демографічна структура станом на 31 березня 2011 року:
|          | Загалом | Допрацездатний вік | Працездатний вік | Постпрацездатний вік |
| -------- | ------- | ------------------ | ---------------- | -------------------- |
| Чоловіки | 169     | 38                 | 115              | 16                   |
| Жінки    | 151     | 25                 | 88               | 38                   |
| Разом    | 320     | 63                 | 203              | 54                   |